# كهف راجكو
كهف راجكو (بالصربية: Рајкова пећина)‏ هو كهف بالقرب من مناجم الذهب والنحاس في مجدانبيك في شرق صربيا.

## وصلات خارجية
- أطول الكهوف والحفر في صربيا
- كهف راجكو